# Piszczane (obwód tarnopolski)
Piszczane (ukr. Піщане; do 1964 roku Hnidawa) – wieś na Ukrainie, w obwodzie tarnopolskim, w rejonie tarnopolskim. 
W II Rzeczypospolitej miejscowość w powiecie zborowskim województwa tarnopolskiego.
W latach 1941–1944 nacjonaliści ukraińscy z OUN-UPA zamordowali 50 Polaków, w tym większość 26 listopada 1944 r. w czasie napadu UPA, zorganizowanego przez Wołodymyra Jakubowskiego.
Do 2020 w rejonie zborowskim.